# Tajikfilm
Tajikfilm (în limba tadjică Тоҷикфилм, în rusă Таджикфильм) este un studio de film din Tadjikistan (fost sovietic). Tajikfilm a fost fondat în 1930 ca studio de știri; studioul a lansat primul său lungmetraj în 1932 și primul său film cu sonor în 1935.  
În 1941 Tajikfilm a fuzionat cu Soyuzdetfilm (Studioul M. Gorki), doar pentru a reapărea în 1943. Studioul Tajikfilm a produs filme atât în limba rusă, cât și în limba tadjică. 
Studioul are sediul în Dushanbe, Tadjikistan. 

## Filme
- 1960 Acțiunea Cobra (Операция «Кобра»), regia Dmitri Vasiliev
- 1965 Apelul ( Перекличка/Pereklicika), regia Daniil Hrabovițki
- 1966 Smert 'rostovschika (Смерть ростовщика)
- 1972 Skazanie o Rustame (Сказание о Рустаме)
- 1972 Rustam i Suhrab (Рустам и Сухрaб)
- 1972 Zvezda v nochi (Звезда в ночи)
- 1972 Tayna predkov (Тайна предков)
- 1976 Skazanie o Siyavysche (Сказание о Сиявуше)
- 1979 Bodyguard
- 1983 V Talom Snege Zvon Ruchya (В талом снеге звон ручья)
- 1984 Șeherezada (И ещё одна ночь Шахерезады... / I eșcio odna noci Șaherezadî)
- 1985 Semeinye tainy (Семейные тайны)
- 1986 Govoryaschii rodnik (Говорящий родник)
- 1986 Noile povești ale Șeherezadei (Новые сказки Шахерезады)
- 1987 Ultima noapte a Șeherezadei (Последняя ночь Шахерезады)